# Becky Downie
Rebecca "Becky" Downie (Nottingham, 24 de janeiro de 1992) é uma ginasta britânica que compete em provas de ginástica artística. Becky fez parte das equipes britânicas que disputaram os Jogos Olímpicos de 2008, 2012 e 2016.

## Carreira
Downie, filha de Tony e Helena, começou as práticas aos sete anos. Sua irmã Ellie também é ginasta, e seu irmão Josh é jogador de futebol. Seus hobbies são ouvir música, fazer compras, ir ao cinema e a parques temáticos. No início da carreira profissional na ginástica, participou em 2004, ainda como júnior do Campeonato Britânico, realizado em Guildford, conquistando a medalha de ouro no individual geral e nas barras assimétricas. No mesmo ano a ginasta conquistou mais uma medalha de ouro no individual geral no British Schools Junior Championships.

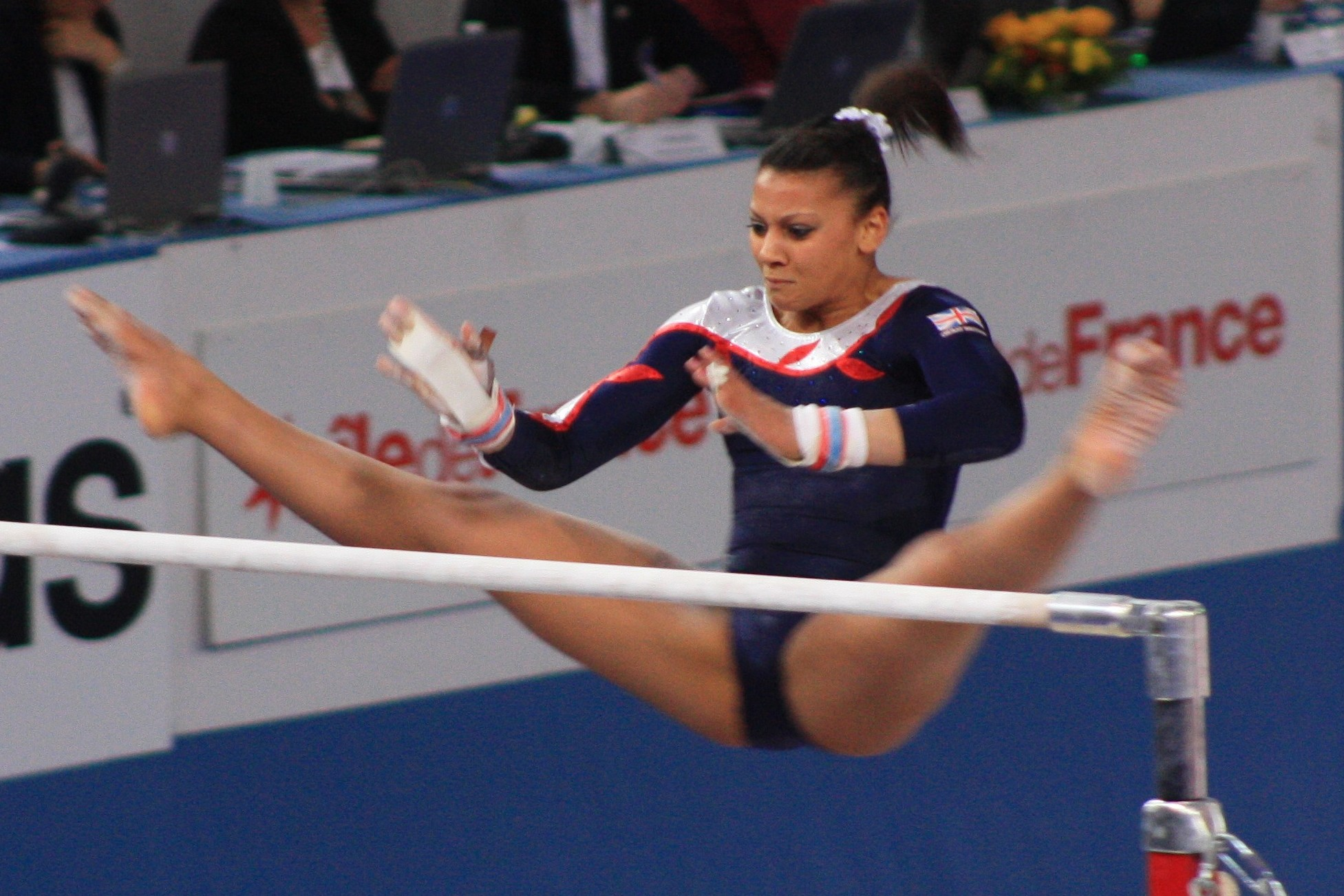
Downie competindo nas barras assimétricas em 2010.

No ano de 2005, participando do British Schools Senior Championships, conquistando no evento mais um ouro no individual geral. Em mais uma competição nacional, a ginasta terminou com o ouro no geral e no salto, e o bronze no solo. No ano seguinte, a ginasta terminou medalhista mais uma vez na competição geral, além da prata por equipes. Ainda em 2006, a ginasta fez parte da equipe que disputou o Commonwealth Games, realizado em Melbourne, Austrália, conquistando no evento a medalha de prata por equipes, e o bronze na trave, ainda sendo a quinta na trave e oitava no geral. No British Junior Championships, Becky conquistou três medalhas de ouro,-individual geral, salto e solo. Em 2007, participando de mais uma competição nacional, terminou novamente com o ouro no geral e por equipes. No evento seguinte, foram três ouros,individual geral, salto e barras, e prata no solo. Participando do Campeonato Mundial de Ginástica Artística de 2007, terminou apenas na sétima posição por equipes, classificando-se assim para os Jogos Olímpicos de Verão de 2008.
Começando o ano de 2008, participou do British Team Championships, terminou em segundo por equipes. No seguinte evento terminou com o ouro no individual geral e nas barras assimétricas. Em sua primeira aparição olímpica, os Jogos Olímpicos de Verão de 2008, a ginasta ajudou sua equipe a conquistar a nona colocação por equipes. Classificando-se para a final do individual geral, terminou a competição com a décima segunda colocação. Em 2009, Becky participou da etapa de Copa do Mundo de Glasgow no Reino Unido, conquistando a medalha de prata nas barras assimétricas, ficando atrás de sua compatriota Beth Tweddle. Participou da final da trave e do salto, não obteve resultados suficientes para subir ao pódio e terminou em quinto e sexto, respectivamente.
Com a ausência de Elizabeth Tweddle, Becky venceu o individual geral no Campeonato Nacional Britânico. No mesmo campeonato, conquistou mais quatro medalhas, sendo três ouros, trave, barras asimétricas e solo, e a prata no salto, atrás apenas de Marissa King, medalhista de bronze no individual geral. Participando da Tyson America Cup, em Chicago, só terminou em quarto no geral.